# Dankou
Dankou är en ort i Kina. Den ligger i provinsen Hunan, i den södra delen av landet, omkring 340 kilometer sydväst om provinshuvudstaden Changsha. Antalet invånare är 690.
Runt Dankou är det ganska tätbefolkat, med 96 invånare per kvadratkilometer. Närmaste större samhälle är Qingxi, 13,7 km nordost om Dankou. I omgivningarna runt Dankou växer i huvudsak blandskog.
Genomsnittlig årsnederbörd är 1 831 millimeter. Den regnigaste månaden är juni, med i genomsnitt 271 mm nederbörd, och den torraste är december, med 64 mm nederbörd.